# Eriopyga rubicundula
Eriopyga rubicundula là một loài bướm đêm trong họ Noctuidae.